# Bradley-Effekt
Der Bradley-Effekt (auch Wilder-Effekt) bezeichnet in der Meinungsforschung zu politischen Wahlen in den Vereinigten Staaten einen Erklärungsversuch für eine Abweichung des Abstimmungsergebnisses von den Meinungsumfragen zulasten eines nicht-weißen Kandidaten. Benannt ist die Theorie nach Tom Bradley, dem afroamerikanischen Bürgermeister von Los Angeles, der 1982 die Wahlen zum Gouverneur von Kalifornien verlor, obwohl er in einigen Umfragen führte, bzw. nach dem afroamerikanischen Politiker Douglas Wilder, der 1989 die Wahlen zum Gouverneur von Virginia mit weit geringerem als dem vorausgesagten Stimmenvorsprung gewann.

## Meinungsstand
Der Theorie zufolge soll die Abweichung darauf beruhen, dass von den Befragten die wahre Antwort, gegen den nicht-weißen Kandidaten zu stimmen, als sozial unerwünscht wahrgenommen wird, und sie deshalb behaupten, unentschieden zu sein oder für den nicht-weißen Kandidaten zu stimmen. Insbesondere gäben manche weißen Wähler auf Befragen eine falsche Antwort aus Furcht, sich der Kritik auszusetzen, ihre Wahlentscheidung nach der Hautfarbe zu treffen. Das Widerstreben, die Frage nach der Wahlentscheidung zutreffend zu beantworten, wird manchmal auch auf Umfragen nach Stimmabgabe an der Wahlurne ausgeweitet. Die Hautfarbe des Fragestellers könne die Antwort des Wählers beeinflussen.
Einige Meinungsforscher haben die Theorie des Bradley-Effekts als haltlos verworfen, während andere argumentierten, dass es den Effekt in vergangenen Wahlen gegeben haben könnte, aber nicht in den kürzlich zurückliegenden. Eine Analyse von 133 Senats- und Gouverneurswahlen zwischen 1989 und 2006 kommt zu dem Ergebnis, dass vor 1996 schwarze Kandidaten im Median 3,1 Prozentpunkte schlechter abschnitten als in den Umfragen, seit 1996 aber um 0,3 Prozentpunkte besser. Ebenso vertreten einige Wahlforscher, wie der Psychologe Anthony Greenwald und die Politologin Bethany Albertson, die Theorie des „umgekehrten“ Bradley-Effekts. Beide erklären ihre Thesen mit sozial erwünschtem Verhalten von Menschen bei Umfragen.

## Vergleichbare Erklärungsansätze
In anderen Zusammenhängen wurden ähnliche Effekte behauptet, so insbesondere:
- Erwartungserwartung
- Schweigespirale
- Shy Tory Factor (zum Vorteil der britischen Konservativen)
- Flora Syndrome (zum Nachteil weiblicher Kandidaten, benannt nach der kanadischen Politikerin Flora MacDonald).
- Silent Majority (siehe auch engl. Wikipedia)